# Jižní Georgie a Jižní Sandwichovy ostrovy

Zaniklá a současná sídla na Jižní Georgii

Jižní Georgie a Jižní Sandwichovy ostrovy (anglicky South Georgia and the South Sandwich Islands) jsou britským zámořským územím v jižním Atlantiku. Jedná se o odlehlý a nehostinný soubor ostrovů, který zahrnuje Jižní Georgii a řetězec menších ostrovů známých jako Jižní Sandwichovy ostrovy. Jižní Georgie je 165 kilometrů dlouhá a 35 kilometrů široká, což ji činí zdaleka největším ostrovem v tomto regionu. Jižní Sandwichovy ostrovy leží asi 700 kilometrů jihovýchodně od Jižní Georgie. Celková rozloha tohoto území činí 3 903 km². Falklandské ostrovy se nacházejí asi 1 300 kilometrů na západ od nejbližšího bodu.
Jižní Sandwichovy ostrovy jsou neobydlené s velmi malou populací žijící na Jižní Georgii. Na toto území neexistují žádné pravidelné osobní lety ani trajekty, ačkoliv návštěvy výletních lodí do Jižní Georgie stále získávají na popularitě. Každé léto toto území navštíví několik tisíc návštěvníků.
Spojené království si nárokovalo suverenitu nad Jižní Georgií v roce 1775 a nad Jižními Sandwichovými ostrovy v roce 1908. Území "Jižní Georgie a Jižní Sandwichovy ostrovy" bylo vytvořeno v roce 1985. Předtím bylo spravováno jako součást závislých území Falklandských ostrovů. Argentina si nárokovala Jižní Georgii v roce 1927 a Jižní Sandwichovy ostrovy v roce 1938.
Argentina udržovala námořní základnu Corbeta Uruguay na ostrově Thule v Jižních Sandwichových ostrovech od roku 1976 do roku 1982, kdy byla uzavřena Královským námořnictvem. Argentinský nárok na Jižní Georgii přispěl v roce 1982 k válce o Falklandy, během níž argentinské síly ostrov krátce okupovaly. Argentina si nadále nárokuje suverenitu nad Jižní Georgií a Jižními Sandwichovými ostrovy jako součást provincie Ohňová země, Antártida a Islas del Atlántico Sur.

## Historie

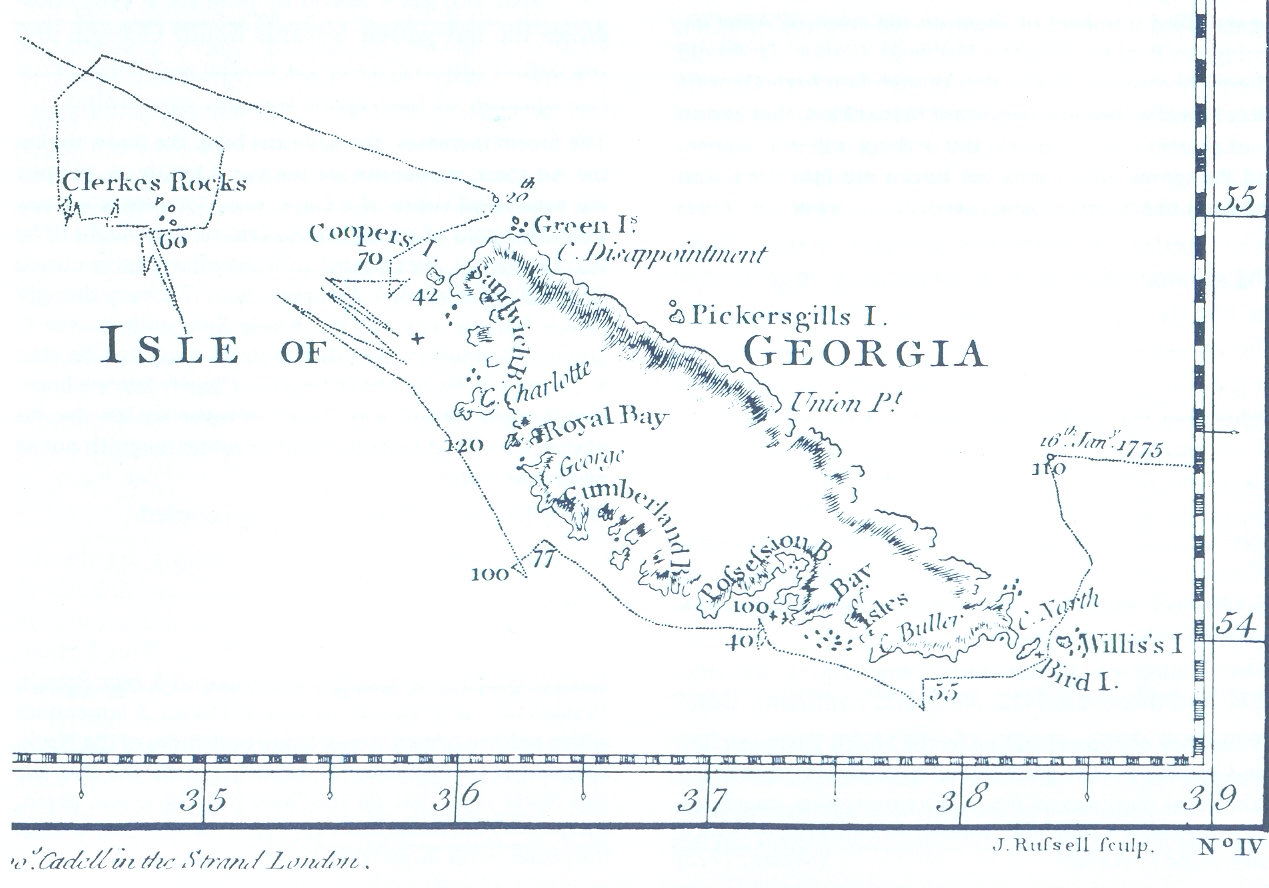
Mapa zakreslená Jamesem Cookem (1777)

Ostrov Jižní Georgie údajně poprvé spatřil v roce 1675 Anthony de la Roche, londýnský obchodník, a podle něj byl na prvních mapách pojmenován Rochův ostrov. V roce 1756 jej zahlédla španělská obchodní loď León. Na ostrově se poprvé vylodil James Cook v roce 1775, který jej také zmapoval, pojmenoval ostrov Georgia na počest krále Jiřího III. (George III) a prohlásil je britským územím. V témže roce také objevil osm jižně položených Jižních Sandwichových ostrovů a pojmenoval je Sandwichova země po prvním lordu admirality, 4. hraběti ze Sandwiche. Slovo jižní bylo doplněno k odlišení od jiných stejně pojmenovaných ostrovů, později známých pod jménem Havajské ostrovy. Severní skupina tří Jižních Sandwichových ostrovů byla objevena v roce 1819 Fabianem Gottliebem von Bellingshausenem. Britská vláda nad ostrovem Jižní Georgie byla formálně zřízena v roce 1843. V roce 1882 zakotvila v zátoce Royal Bay na ostrově Jižní Georgie německá expedice, sledující přechod Venuše. Spojené království Jižní Sandwichovy ostrovy formálně anektovalo v roce 1908, kdy byly připojeny k dalším britským antarktickým državám.

## Symboly
Jižní Georgie a Jižní Sandwichovy ostrovy, závislé území Spojeného království, užívají vedle britských symbolů i své vlastní.

### Vlajka
Vlajka Jižní Georgie a Jižních Sandwichových ostrovů je tvořena britskou modrou státní námořní vlajkou (Blue Ensign) o poměru stran 1:2 s vlajkovým emblémem (anglicky badge) těchto ostrovů ve vlající části.

## Geografie

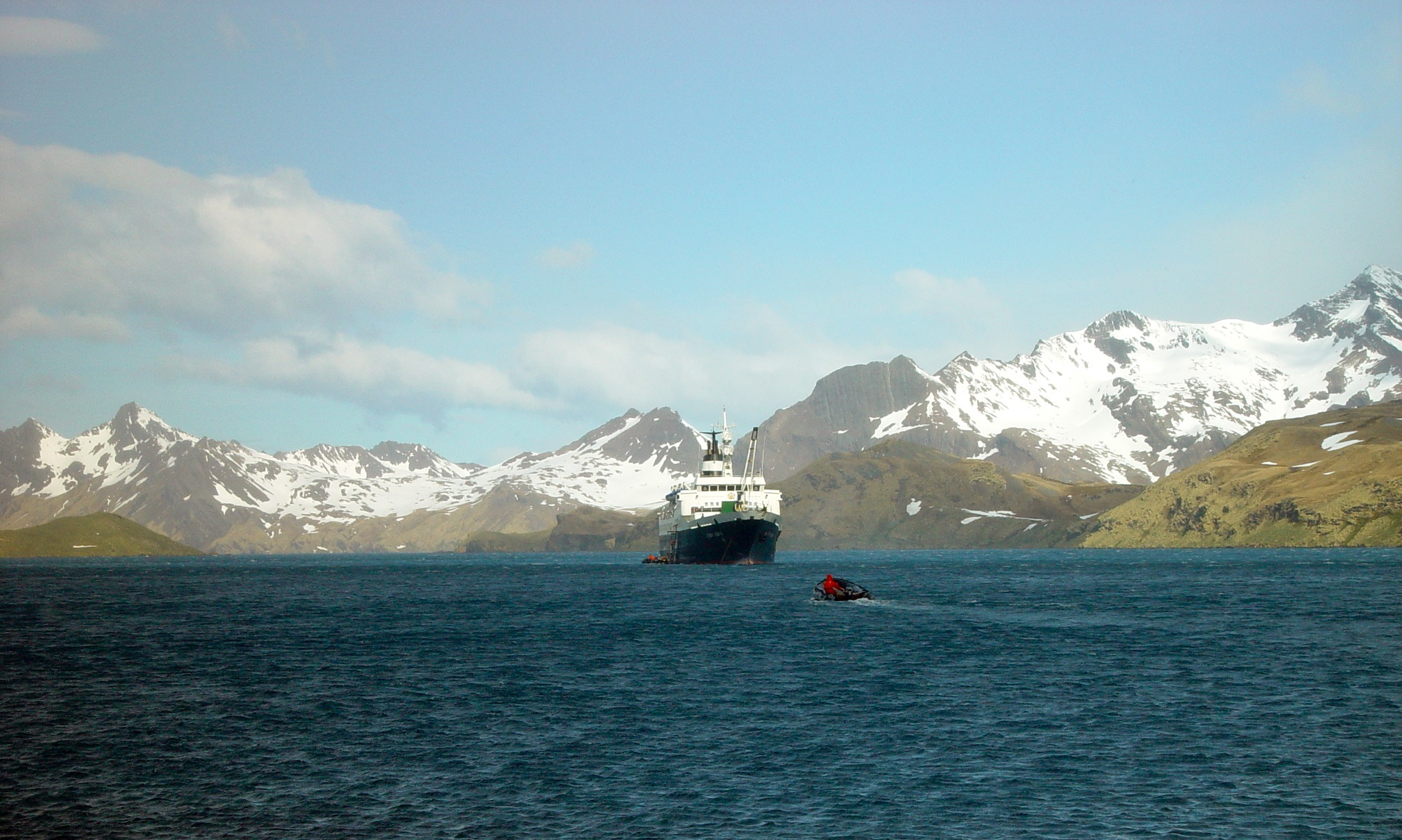
Záliv Stromness, Jižní Georgie.

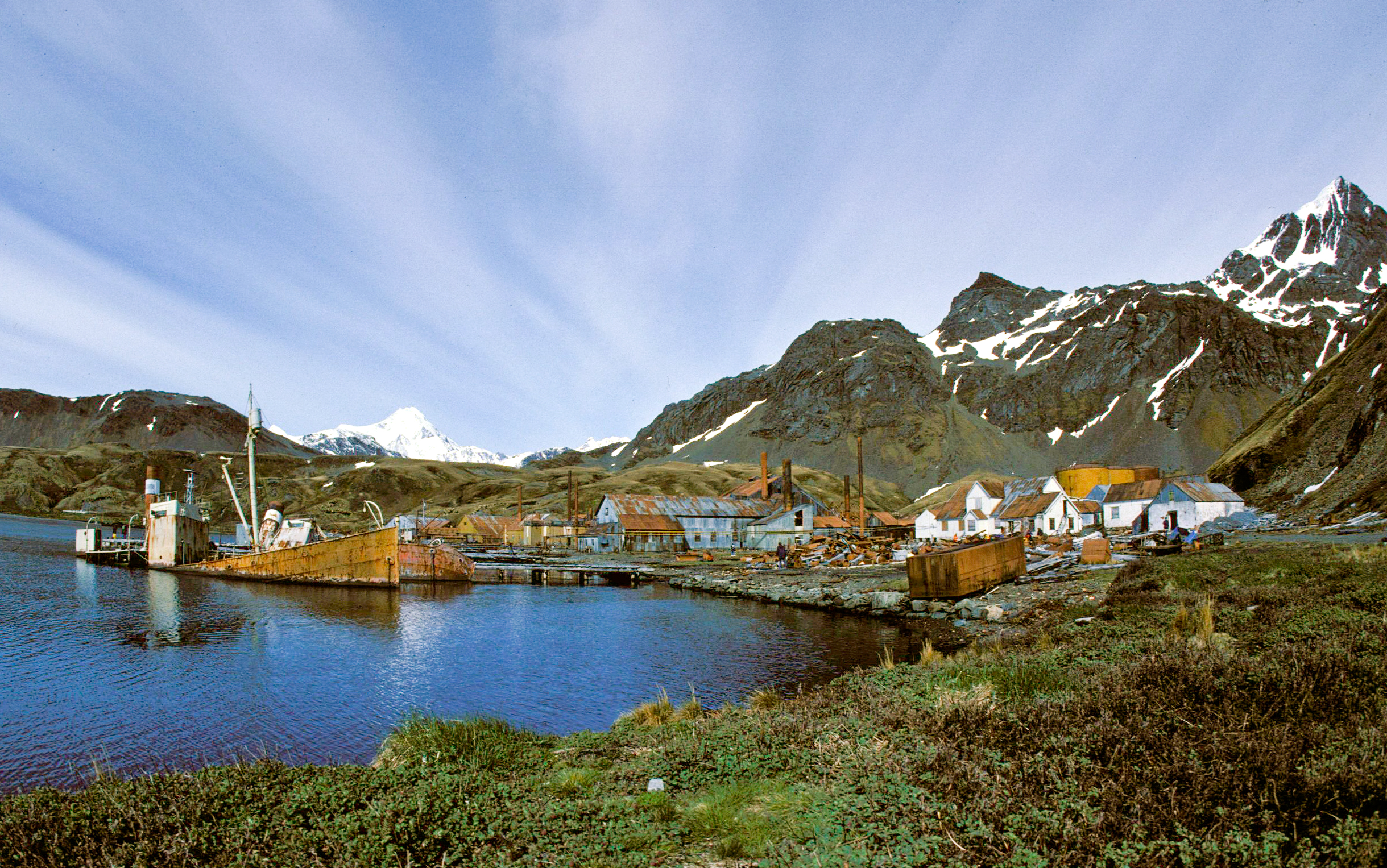
Hlavní město Grytviken v roce 1989

Jižní Georgie a Jižní Sandwichovy ostrovy jsou tvořeny pustými a odlehlými ostrovy v jižním Atlantském oceánu. Většina ostrovů je skalnatá a hornatá.
Souostroví Jižní Georgie leží asi 1390 km jihovýchodovýchodně od Falklandských ostrovů. Skládá se z vlastního ostrova Jižní Georgie, který tvoří přes 90 % rozlohy souostroví a z ostrovů, které jej bezprostředně obklopují, a z několika vzdálených ostrůvků na západě a jihovýchodovýchodě. Celková plocha pevniny je 3756 km². Přehled ostrovů souostroví Jižní Georgie:
- Jižní Georgie 3528 km². Nejvyšším vrcholem je hora Mount Paget, vysoká 2934 m.
- Annenkov
- Bird
- Cooper
- Grass
- Pickersgill
- Welcome
- Willis
- Trinity

Souostroví Jižní Sandwichovy ostrovy leží asi 700 km jihovýchodovýchodně od Jižní Georgie. Skládají se z jedenácti ostrovů a tvoří oblouk od severu k jihu.

## Podnebí
Počasí na ostrovech je velmi proměnlivé a drsné. Převládá západní proudění vzduchu, s obdobími bezvětří. Obvyklé nejvyšší denní teploty na Jižní Georgii na úrovni hladiny moře jsou v zimě (srpen) kolem 0 °C a v létě (leden) 10 °C. Nejnižší teploty jsou v zimě obvykle kolem –5 °C a jen zřídka pod –10 °C. Průměrné roční srážky na Jižní Georgii jsou kolem 1500 mm, z nichž většina padá ve formě sněhu nebo sněhu s deštěm – v kterékoli roční době. Sněžná čára je ve vnitrozemí v létě ve výšce asi 300 m. Jižní Sandwichovy ostrovy jsou mnohem chladnější než Jižní Georgie, protože leží jižněji a jsou více vystaveny vlivu Antarktidy.

## Politika
Výkonná moc na tomto území je svěřena panovníkovi Spojeného království a vykonává ji komisař. Tuto funkci zastává guvernér Falklandských ostrovů. Současnou komisařkou je Alison Blakeová, která se ujala úřadu dne 1. července 2022.

## Ekonomika
Příjmy těchto ostrovů pochází ze tří zdrojů:

### Prodej poštovních známek

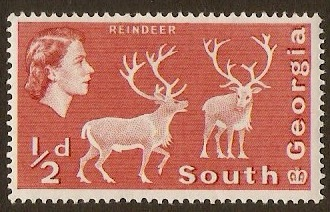
Poštovní známka vydaná v roce 1963

Velkým zdrojem příjmů ze zahraničí je rovněž vydávání poštovních známek Jižní Georgie a Jižních Sandwichových ostrovů, které se vyrábějí ve Spojeném království.
Od roku 1986 vycházejí známky pro Jižní Georgii a Jižní Sandwichovy ostrovy s označením "South Georgia and the South Sandwich Islands", které nahradily do té doby vycházející známky Falklandských dependencí.

### Turistické vstupní poplatky
Návštěvníci přijíždějí nejvíce na velkých turistických lodích. V roce 2004 jejich počet dosáhl 3765 návštěvníků, kteří dorazili na 40 plavidlech. Nejvíce jich přijelo z USA (32%), ze Spojeného království (25%) a Německa (15%). 18 návštěvníků přijelo na soukromých jachtách. Popularitu získávají výlety na hnízdiště albatrosů, zejména na Prion Island.

### Prodej rybářských licencí
V roce 1993 rozšířilo Spojené království své teritoriální vody okolo ostrovů z 12 na 200 mil. Dodržování této námořní hranice je hlídáno satelity. Jedna licence v roce 2004 stála 110 000 $. Každý rok je z moře uloveno 100–200 000 tun krilu. Možné je také lovit ledovku patagonskou.